# Robert Burbano
Robert Javier Burbano (Quevedo, 27 september 1970) is een voormalig profvoetballer uit Ecuador, die speelde als middenvelder gedurende zijn carrière.

## Clubcarrière
Burbano begon zijn profloopbaan bij Club Deportivo Quevedo uit zijn geboorteplaats Quevedo. Hij beëindigde zijn profcarrière in 2007 bij LDU Portoviejo.

## Interlandcarrière
Burbano speelde vijftien interlands voor Ecuador, en scoorde drie keer voor de nationale ploeg in de periode 1991-2000. Hij maakte zijn debuut op 5 juni 1991 in de vriendschappelijke uitwedstrijd tegen Peru (0-1) in Lima, net als doelpuntenmaker Ivo Ron, José Guerrero, Ángel Fernández, doelman Erwin Ramírez, Juan Guamán, Juan Carlos Garay en Nixon Carcelén. Burbano nam met Ecuador in 1991 deel aan de strijd om de Copa América.